# Hard Candy (álbum de Madonna)
Hard Candy é o décimo primeiro álbum de estúdio da cantora estadunidense Madonna. Seu lançamento ocorreu em 19 de abril de 2008 através da Warner Bros. Records. Após o lançamento de seu décimo álbum de estúdio, Confessions on a Dance Floor (2005), Madonna se interessou pelo trabalho do cantor Justin Timberlake e o convocou para colaborar no que se tornaria seu último álbum de estúdio pela Warner Bros. Outros colaboradores importantes incluíram o rapper Timbaland, o produtor Nate "Danja" Hills e a dupla de produção The Neptunes, composta por Pharrell Williams e Chad Hugo, com vocais convidados do rapper Kanye West. 
Musicalmente, Hard Candy deriva-se do pop e dance-pop com elementos proeminentes da música urbana como o hip hop. Tematicamente, Madonna descreveu as músicas da obra como amplamente autobiográficas, com letras centradas em amor, vingança, sexo e música, muitas vezes misturadas com insinuações. O título faz referência ao contraste entre "dureza e doçura", refletido visualmente na arte da capa, que retrata a cantora como uma boxeadora. Em meio a especulações e vazamentos, se tornou um dos primeiros grandes álbuns a ser distribuído por meio da tecnologia móvel; diversas empresas de telecomunicações pré-disponibilizaram suas músicas e singles em celulares antes do lançamento.
A recepção de Hard Candy pela crítica especializada foi mista. Enquanto muitos elogiaram sua sonoridade, outros o criticaram por ser muito semelhante a trabalhos anteriores de outras artistas femininas, como Britney Spears, Nelly Furtado, e Gwen Stefani, cujos próprios álbuns foram moldados pela mesma equipe de produtores. Alguns argumentaram que Hard Candy refletiu um momento na carreira de Madonna em que ela começou a seguir tendências em vez de defini-las. Apesar da resposta crítica dividida, o projeto foi um triunfo comercial, liderando as paradas em 37 países, incluindo Reino Unido, Canadá, Austrália e Japão. Nos Estados Unidos, tornou-se o setimo álbum de Madonna a atingir a primeira posição da Billboard 200, vendendo 280 mil unidades em sua semana de estreia. Encerrou 2008 como o décimo primeiro álbum mais vendido em todo o mundo, com mais de quatro milhões de unidades comercializadas até o momento.
Três singles foram lançados do álbum. O carro-chefe, "4 Minutes", foi um sucesso mundial, alcançando o topo das paradas dos principais mercados musicais e tornando-se o trigésimo sétimo lançamento de Madonna a atingir as dez primeiras posições da Billboard Hot 100. "Give It 2 Me" e "Miles Away" foram lançados como os outros dois focos de promoção do disco e tiveram desempenho moderado nas paradas musicais. Para promover o álbum, Madonna fez uma pequena turnê promocional intitulada Hard Candy Promo Tour onde se apresentou em três cidades em locais pequenos. Maior promoção à obra ocorreu com a turnê mundial Sticky & Sweet Tour (2008-2009) que quebrou o próprio recorde da cantora alcançado anteriormente com a Confessions Tour (2006), e tornou-se a turnê com maior arrecadação por um artista solo até então.

## Antecedentes

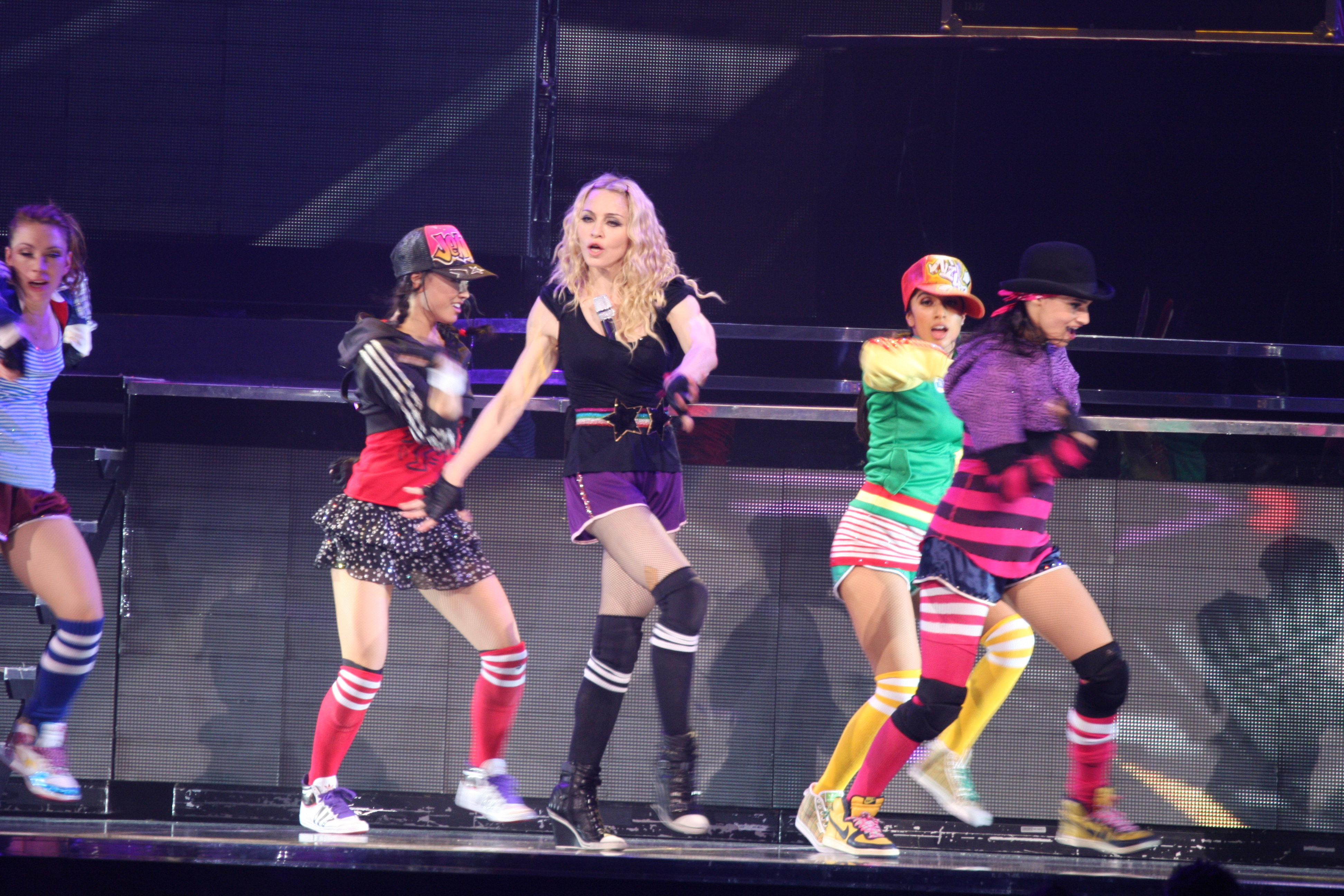
Madonna interpretando "Music", durante a turnê Sticky & Sweet Tour (2009).

De acordo com o jornalista musical Daryl Easlea, em sua biografia Madonna: Blond Ambition (2012), após o lançamento de seu décimo álbum de estúdio Confessions on a Dance Floor (2005), Madonna foi questionada pelo produtor musical Stuart Price a respeito do que queria fazer em seu projeto seguinte. Sua resposta foi simples: "Quero fazer dance music, como sempre". Na época, no entanto, seus gostos musicais começaram a mudar. Ela havia se tornado "obcecada", nas palavras de Easlea, por FutureSex/LoveSounds (2006); o segundo álbum de estúdio de Justin Timberlake. Inspirada pelos elementos de música urbana do disco, Madonna fez a escolha deliberada de colaborar com uma nova gama de produtores populares. De acordo com o autor, seu objetivo era "seguir os passos da nova geração de estrelas femininas" — particularmente Britney Spears, Nelly Furtado, e Gwen Stefani — e colocar toques de música urbana em seu trabalho também. Em fevereiro de 2007,  o rapper Timbaland, um dos produtores por trás de FutureSex/LoveSounds, confirmou que a cantora o havia contatado, embora não tenha dado detalhes adicionais na época. Mais tarde, anunciou publicamente que ele e Timberlake estavam trabalhando com Madonna em um novo projeto.
Colaboradores adicionais incluíram The Neptunes, a dupla de produção americana composta por Pharrell Williams e Chad Hugo, e o produtor Nate "Danja" Hills. Easlea descreveu os Neptunes como tendo uma reputação "ligeiramente cult", "alquimistas de sons malucos", capazes de criar "joias pop" a partir de texturas sonoras inesperadas. Por volta desse período, a revista NME relatou que o cantor britânico Mika poderia estar participado das primeiras sessões, embora nenhuma confirmação oficial de seu envolvimento apareça nos créditos finais do álbum. Considerando que Madonna já havia trabalhado com produtores europeus menos conhecidos, como Mirwais Ahmadzaï, William Orbit e Stuart Price, sua decisão de recrutar colaboradores americanos de alto nível sinalizou uma mudança significativa. De acordo com Easlea, a mudança foi estratégica: ela pretendia "recapturar o som energético de seus primeiros sucessos dos anos 80" enquanto se reconectava com o que estava acontecendo naquele momento no cenário pop americano mainstream. Easlea concluiu: "[Madonna] historicamente sempre foi a pioneira [...] mas neste ponto de sua carreira, parecia fazer sentido comercial e sensato seguir as tendências mais quentes". Em outubro de 2007, a cantora anunciou oficialmente sua saída da Warner Bros. Records, gravadora com a qual havia assinado desde o início de sua carreira. Ela firmou um contrato histórico de dez anos e 120 milhões de dólares com a Live Nation, que cobria não apenas álbuns futuros, mas também turnês, produtos e patrocínios corporativos. Hard Candy se tornou o seu último lançamento de estúdio a ser lançado pela Warner Bros.

## Gravação
"Eu geralmente trabalho com produtores que são pessoas que ficam nos bastidores ― eles não saem em turnê, não fazem seus próprios discos, geralmente não são estrelas por direito próprio, então definitivamente tivemos que nos acostumar com a energia um do outro. [Timbaland, Timberlake e Williams] têm opiniões muito fortes ― assim como eu ― e isso foi uma espécie de adaptação, mas no final ficou ótimo"

— Madonna sobre o processo de gravação de Hard Candy e no trabalho com vários produtores.
As sessões de gravação de Hard Candy começaram no início de 2007 e ocorreram no estúdios Record Plant em Los Angeles, no Criteria Studios em Miami e no Sarm West Studios em Londres. Os primeiros dias de produção foram desafiadores. Madonna estava acostumada a trabalhar com uma agenda diurna estruturada, enquanto Timbaland, Timberlake e Williams preferiam sessões noturnas e esperavam que ela se ajustasse à rotina deles. O atrito criativo surgiu logo no início, com a cantora posteriormente comentando que havia "quatro divas" no estúdio — ela, Timberlake, Timbaland e Williams. De acordo com Easlea, Madonna esperava não apenas a produção, mas também a colaboração lírica de seus parceiros. Inicialmente, isso se mostrou difícil. "Escrever é muito íntimo. Você tem que ser vulnerável", explicou ela. Não familiarizada com seus colaboradores, a cantora se sentiu intimidada pela ideia de compor músicas com eles, descrevendo as primeiras sessões de composição como estranhas e intimidantes. No entanto, ela e Timberlake acabaram encontrando um terreno comum. Ele lembrou que ela frequentemente chegava com fragmentos de letras e poesias, que eles moldavam em canções completas por meio de longas sessões de brainstorming.  Sua primeira colaboração, "Devil Wouldn't Recognize You", foi baseada em uma demo na qual Madonna vinha trabalhando há anos; Timberlake ajudou a reformulá-la em uma canção completa.
A canção "Miles Away" abordou relacionamentos de longa distância: um tópico pessoal para ambos os artistas. Timberlake introduziu um riff de guitarra, e Madonna respondeu rapidamente com letras. Mais tarde, ela explicou que a música refletia não apenas seu próprio casamento com o cineasta britânico Guy Ritchie, mas também "a consciência global de pessoas que têm problemas de intimidade". Outras colaborações entre eles incluíram "Dance 2Night" e " 4 Minutes", que foi originalmente intitulado "4 Minutes to Save the World"; este último também contou com Timbaland. Uma outra canção, "La La", produzida por ele, foi gravada, mas acabou não sendo incluída na lista final de faixas.
Williams trouxe uma energia espontânea e lúdica para as sessões de gravação. Madonna descreveu sua abordagem como "despretensiosa" e se referiu a ele como um "músico nato" que experimentava sons usando o que estivesse à mão. "Ele pegava meu violão, ele não sabia tocar, mas começava a tocar percussão nele. Ele encontrava garrafas e começava a tocá-las com colheres. Ele é muito criativo no estúdio", ela lembrou. Juntos, eles criaram "Candy Shop", "Spanish Lesson", "Give It 2 Me" e "She's Not Me". Refletindo sobre a criação de "Candy Shop", Williams lembrou: "[Madonna] estava tipo, 'Olha, me dá aquela merda'. Eu ficava olhando para ela e ficava pensando, 'Ela está dizendo merda?' Ela estava tipo, 'O quê?' E eu ficava tipo, 'OK'. Então nós apenas trabalhamos e fizemos aquilo". "Spanish Lesson" foi inspirada no que Williams descreveu como "B-beat"; um estilo caracterizado por ritmos staccato e picados associados à música de boates de Baltimore. Outra faixa, "Beat Goes On", contou com um verso de Kanye West, que teve apenas quatro horas no estúdio para escrever, gravar e finalizar sua contribuição antes de pegar um voo.
Madonna mais tarde descreveu toda a experiência de gravar Hard Candy como criativamente gratificante. "Isso me impulsionou como vocalista [...] me impulsionou a cantar em ritmos e fraseados que eu normalmente não teria feito sozinha. Essa é a grande vantagem de colaborar com outras pessoas", expressou a musicista. Ela também conduziu sua própria "pesquisa de mercado" informal, frequentemente tocando faixas para seus filhos, marido e amigos para obter feedback ao longo do processo de produção.

## Estrutura musical

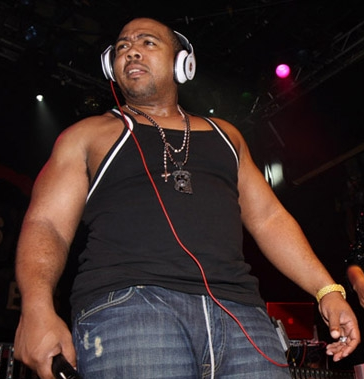
Timbaland co-produziu cinco faixas do álbum.

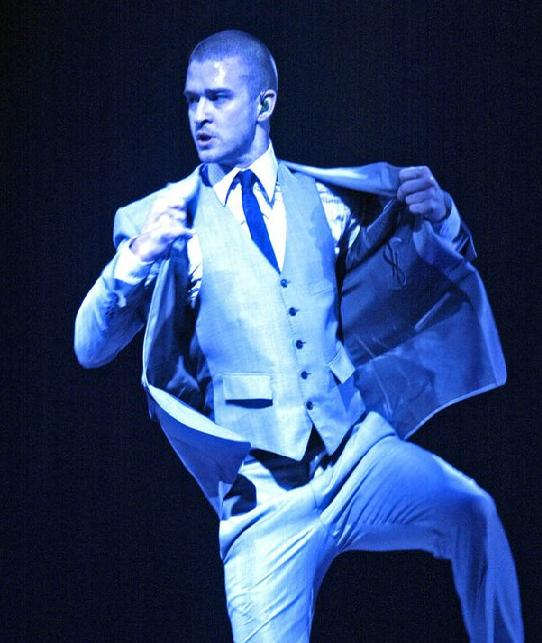
Justin Timberlake participou da escrita de cinco canções, incluindo o single "4 Minutes".

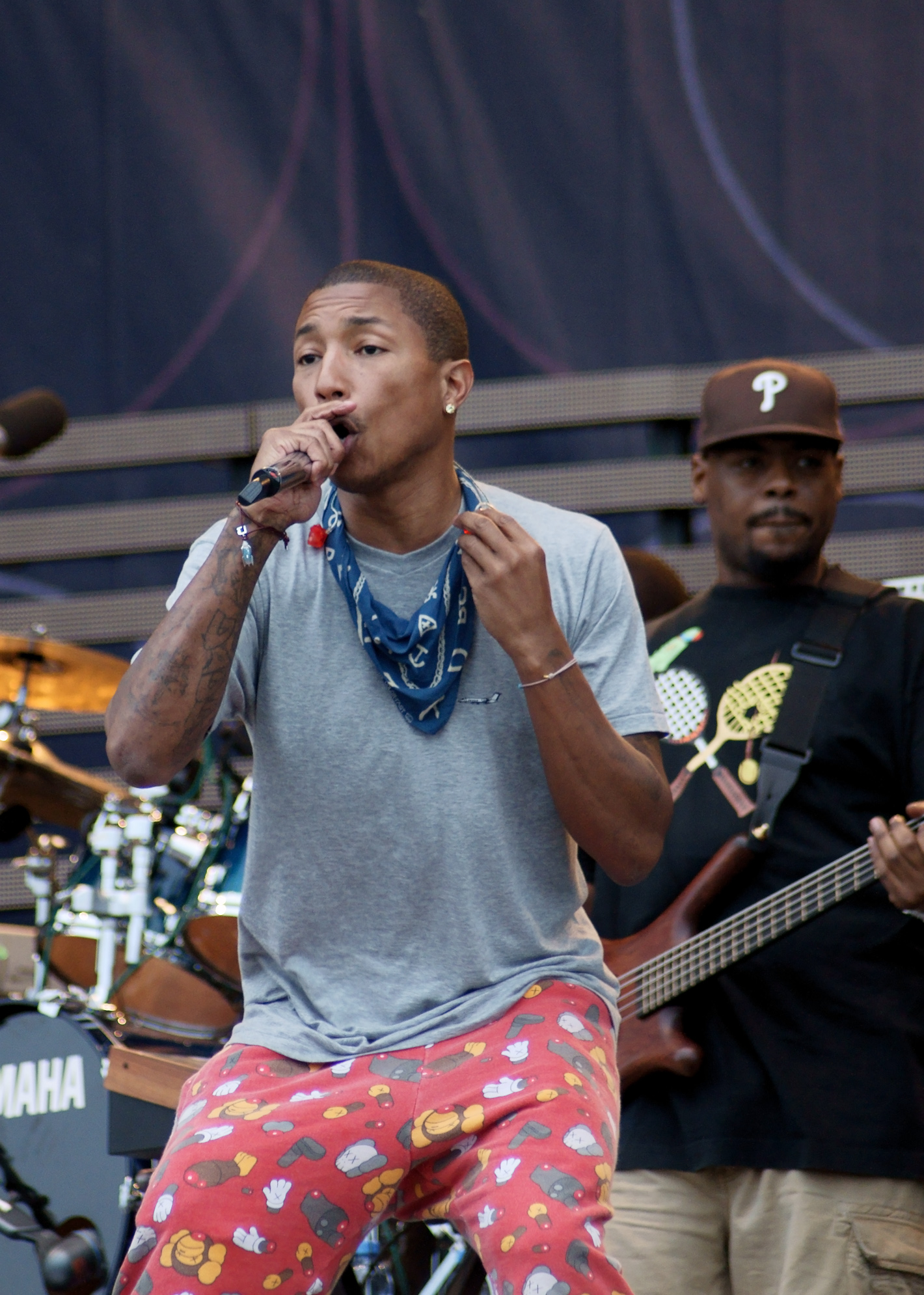
Pharrell Williams co-compôs várias canções para o álbum, incluindo "Give It 2 Me".

Musicalmente, Hard Candy apresenta uma sonoridade fortemente influenciada por gêneros proeminentes da música urbana, mais notavelmente o hip hop e R&B. Também é composto por um repertório notável de canções pop e dance-pop, porém com uma ênfase menor do que a apresentada em seu álbum anterior, Confessions on a Dance Floor (2005). Em uma entrevista para a revista Interview, Madonna explicou suas inspirações para as canções da obra: "Provavelmente, elas [as canções de Hard Candy] são [autobiográficas] em muitos aspectos. Mas, em mais de uma maneira inconsciente. Eu realmente não penso em contar histórias quando estou escrevendo canções. Elas apenas vêm. E em seguida, diversas vezes, seis ou oito meses depois, eu digo 'Olha, eu escrevi isto sobre esta canção'. Mas quando eu apresento a canção para as pessoas, muitas dizem tipo 'Eu posso me relacionar com isso'.
"Candy Shop" é a faixa de abertura do disco. O uso da palavra "doce" na canção é vista como uma metáfora para a relações sexuais e apresenta o som de sintetizador característico das produções do The Neptunes. Inicialmente conhecida como "4 Minutes to Save the World", "4 Minutes" é a segunda canção do álbum. O seu desenvolvimento foi motivado por um senso de emergência em salvar o mundo da destruição, por parte de Madonna, e como as pessoas podiam se divertir neste processo. Segundo ela, esta música a inspirou a produzir o documentário I Am Because We Are (2007). Apresenta a participação vocal de Timbaland e Timberlake. É, em termos musicais, derivado do dance-pop com forte influência urbana. A instrumentação utilizada na canção conta com metais, campana e percussão para acompanhar o ritmo. Seu lirismo possui uma mensagem de conscientização social, inspirada pela visita de Madonna à África e o sofrimento humano testemunhado por ela.
"Give It 2 Me" é uma faixa dance-pop e electropop com influências de disco e funk. Com vocais ocasionais, presença reverberante da bateria, linhas de baixo fortes, no melhor estilo dubstep, elementos conduzidos pelos samplers, sintetizadores e teclados, com arranjo que lembram os versos de oito compassos do grime; subgênero oriundo da música urbana inglesa. Nesta faixa, Madonna fala sobre a longevidade de sua carreira musical e declara que não tem intenção de se aposentar. Aqui, ela lança-se ao desafio: sob sua própria experiência, mostra que não precisa se provar, mas mesmo assim encara com muita destreza o que vier. Williams forneceu os vocais de apoio da canção. "Heartbeat" começa com sons de batimentos cardíacos e depois leva a uma introdução com sintetizador; é basicamente uma canção de amor.
A MTV comentou que "Miles Away" é a faixa enganosamente mais simples do álbum, pois parece direta quando ouvida literalmente, mas contém muitas mensagens subtendidas. Musicalmente, uma faixa electropop com influências de R&B de andamento médio, com destaque para o trabalho de guitarra produzido por Timbaland e Danja, que aborda relacionamentos à distância e é inspirada pela relação da intérprete com seu então marido, Guy Ritchie. Assim como "Miles Away", "She's Not Me" é uma canção que têm a relação de um casal como tema. Nela, Madonna desconfia que está sendo traída por seu marido, como visto nas linhas "Ela começou a se vestir a falar como eu, isto me deixou perturbada / Ela começou a te ligar no meio da noite, o que é isso?". "Incredible" é a sexta obra do álbum e começa como uma canção de amor, mas é revelado um apelo de alguém que quer começar de novo, pois a composição é alterada durante seu interlúdio. Segundo a MTV, a mudança na estrutura da canção reflete a própria confusão de Madonna sobre o que sentia por seu amante na faixa. Durante um coro da canção, a intérprete canta: "Não posso ter minha cabeça em volta disso / Eu preciso pensar sobre isso". A música sucessora é "Beat Goes On". Possui influências do R&B das décadas de 1980 e 1990, e uma parte de rap interpretada por West. Liricamente, Madonna encoraja o ouvinte a fazer e dizer o que sente em qualquer momento.
"Dance 2night" possui influências da música groove, e é a segunda canção de Hard Candy que conta com a participação de Timberlake. Liricamente, contém uma mensagem inspiradora que incentiva o ouvinte a entregar o seu melhor e a se doar sem pedir nada em troca. Williams comentou que a ética do trabalho de Madonna era diferente de outros artistas com quem ele havia trabalhado anteriormente. Isto se reflete em canções como "Spanish Lesson", onde ela canta a linha "Se você fizer sua lição de casa / Baby, eu vou lhe dar mais". Aqui a cantora revisita mais uma vez a cultura hispânica sempre presente em sua obra, com trechos cantados ora em inglês, ora em espanhol. A intérprete estava trabalhando em "Devil Wouldn't Recognize You" desde 2004. Musicalmente, a faixa é uma balada ao piano com toques de música eletrônica. Ela disse que era outra de suas canções favoritas do projeto: "É uma música sobre uma pessoa que todos nós temos em nossas vidas; uma pessoa que sempre consegue o que quer. Eu amo essa música, amo a letra, a ideia de que você pode ser tão inteligente que nem o diabo te reconheceria". "Voices", a faixa final de Hard Candy, é inspirada no trip hop; consiste em acordes não resolvidos e letras que questionam quem está realmente no controle: "Você está passeando com o cachorro? / O cachorro está passeando com você?".

## Arte da capa e título

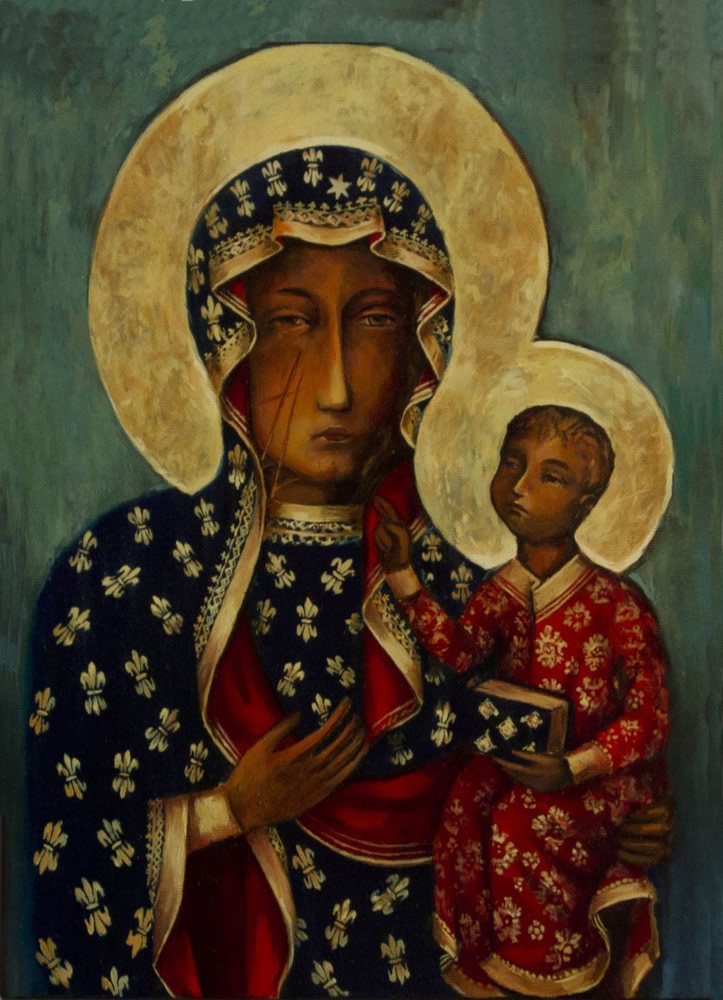
Madonna cogitou a ideia de aparecer na capa do álbum como Madonna Negra (foto) mas, para evitar possíveis controvérsias, descartou a ideia.

Em março de 2008, a Billboard anunciou que o título do álbum seria Licorice, que já havia sido dito no programa OutQ da emissora radiofônica Sirius Satellite Radio. Durante uma entrevista para a MTV Austrália, Madonna explicou o tema proeminente da obra que seria sobre incorporar a imagem de uma boxeadora, uma ideia que foi ecoada na música "Give It 2 Me". Segundo a cantora: "['Give It 2 Me'] é basicamente [o oposto]. Eu não sou o tipo de pessoa [que diria] 'me dê tudo o que você tem', então é uma espécie de postura dura". Madonna, portanto, decidiu inicialmente que o título da música seria usado para o nomear álbum, mas mudou de ideia após o lançamento de uma música de Timbaland com um nome semelhante. Mais tarde, ela decidiu intitular o projeto de Black Madonna e chegou a fotografar a capa, na qual usava uma maquiagem negra em sua face e apenas seus olhos estavam brancos. Em uma entrevista para a revista musical Rolling Stone, feita no ano de 2009, a artista comentou:
| “ | Eu fiz uma sessão de fotos com Steven Klein para a capa do meu último álbum, e eu pintei todo o meu rosto de preto, exceto meus lábios vermelhos e meus olhos brancos. Foi um jogo de palavras. Já ouviu falar da Madonna Negra? Ela tem camadas de significados e, por um minuto, pensei que seria um título engraçado para o meu álbum. Então repensei: "[No entanto, apenas] 25% por cento da população mundial seria capaz de entender o significado, provavelmente menos, não vale a pena". Isso acontece o tempo todo porque minhas referências geralmente estão "fora da escala de Richter". | ” |

Posteriormente, a MTV confirmou que o título do álbum seria Hard Candy. Durante uma entrevista para a revista Entertainment Weekly, Liz Rosenberg, assessora da cantora, explicou: "Ela [Madonna] adora doces, [...] [O título é] uma justaposição de dureza e doçura, ou como Madonna tão eloquentemente define: 'Vou chutar sua bunda, mas isso vai fazer você se sentir bem". A capa do disco foi lançada na revista e apresentou Madonna com o cabelo curto, trajando um collant preto, com um cinturão de campeã de boxe em sua cintura. O cinto inclui a frase "Give It to Me", o primeiro título cogitado. O plano de fundo apresenta redemoinhos de pirulitos. Esta fotografia foi tirada por Klein durante uma sessão de fotos para a edição da Interview de abril de 2008. Em uma análise da imagem, Nacho Herrero, do Los 40 Principales, comentou que "seus quase meio século de vida não são um impedimento para despertar paixões entre seus fãs masculinos (e femininos)". Em 2013, o site MSN colocou a capa de Hard Candy no número três de sua lista de "Capas eróticas" e a descreveu como "uma imagem poderosa que significava a enésima mudança de aparência da ambição loira".

## Análise da crítica
| Críticas profissionais | Críticas profissionais |
| Pontuações agregadas   | Pontuações agregadas   |
| Fonte                  | Avaliação              |
| ---------------------- | ---------------------- |
| Metacritic             | (65/100)               |
| Avaliações da crítica  |                        |
| Fonte                  | Avaliação              |
| Allmusic               | [ 35 ]                 |
| Billboard              | (positiva)             |
| Entertainment Weekly   | B+                     |
| Folha de S. Paulo      | positiva               |
| NME                    | (5/10)                 |
| PopMatters             | (5/10)                 |
| Rolling Stone          | [ 40 ]                 |
| Slant Magazine         | [ 41 ]                 |
| The Guardian           | [ 42 ]                 |
| The Times              | [ 43 ]                 |

As críticas de profissionais especializados em relação ao álbum foram geralmente favoráveis, muitos elogiaram a sua sonoridade. No entanto, alguns, o criticaram por soar como tentativa de atender ao mercado urbano da época. No agregador de resenhas Metacritic — que estabelece uma média de até cem pontos com base nas avaliações dos críticos musicais —, a obra obteve 65 pontos de aprovação, que foram baseados em 24 resenhas recolhidas, o que indica "análise geralmente favoráveis". Sergio Figueiras, do jornal espanhol El País, fez uma crítica favorável, avaliando: "Suas doze faixas adicionam um toque de sal e pimenta ao tom disco do álbum anterior, Confessions on a Dance Floor, dando-lhe nuances mais escuras, mas igualmente dançantes". O profissional concluiu dizendo: "Em suma, Madonna voltou a ser quem era e quem é, o alfa e o ômega da maior rainha do pop que nunca saiu das pistas de dança". Chris Willman, da revista Entertainment Weekly, deu ao projeto uma classificação de B+ e comentou que a cantora "faz com que este conjunto soe surpreendentemente rejuvenescido". Jon Pareles, editor do The New York Times, acreditava que a Warner, então gravadora da artista, ficaria feliz com o disco: "É o tipo de álbum que uma gravadora almeja no mercado atual, em crise: um conjunto de músicas cativantes, de fácil assimilação e com apelo popular, de uma estrela que não quer correr riscos". A equipe do portal Sputnikmusic analisa que, este, "é um disco sólido. Não é ótimo, mas também não falha. O empenho de Madonna em se manter no topo das tendências musicais atuais produziu um álbum decente".
Caryn Ganz, da revista Rolling Stone, escreve que este é o trabalho de "uma equipe de compositores da realeza das paradas americanas", o que ajuda Madonna a "revisitar suas raízes como uma rainha das boates urbanas. [...] Em Hard Candy, ela deixa que produtores de primeira linha façam dela seu brinquedo". Gabriel Orqueda, da edição argentina da mesma revista, comentou que "aqueles que temiam que a veterana traísse seu apelo pop e se deixasse "hip hopzar", podem ficar calmos. Hard Candy é uma das melhores receitas de Madonna nesta década". O jornalista brasileiro Sávio Vilela, do Terra, avalia que "é interessante perceber que este novo disco é possivelmente o menos pretensioso da carreira da loira. Por mais que possa ter havido maquinações cirúrgicas durante a composição e produção deste novo trabalho, Hard Candy apenas transpira o que sempre foi o norte de Madonna: criar músicas pop para dançar". Ben Thompson, do The Guardian, opinou: "Hard Candy é uma confecção resistente que dá aos ouvintes muitos motivos para abocanhar. [...] Sempre que corre o risco de ficar chato, acontece algo para recuperar seu interesse". Sarah Hajibegari, do The Times, expressou que, embora o álbum "não seja um desastre", os produtores "que, em combinações variadas, já fizeram o mesmo com Nelly Furtado, Britney Spears e Gwen Stefani". Andy Gill, do jornal The Independent, opinou que retratava Madonna como "um talento outrora diverso" que se tornou "meramente satisfatório para o gosto funcional por dance-pop".

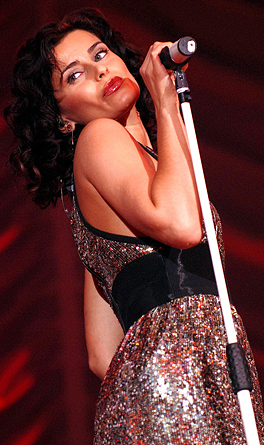
Por conter uma equipe de produção similar, alguns críticos notaram que os produtores de Hard Candy tentaram molda-lo aos moldes sonoros de Loose (2006), de Nelly Furtado.

Thomas Hausner, da PopMatters, sentiu que o projeto estava "superlotado com pop reciclado, artificial e indistinguível, algo que os vocais suaves de Madonna não conseguem aliviar". Tom Ewing, da Pitchfork Media, questionou: "Depois de ouvir [o álbum], a questão ainda está aberta: ninguém envolvido em Hard Candy está nem perto de seu melhor momento criativo". Escrevendo para a revista Slant Magazine, Sal Cinquemani ficou desapontado com o registro, dizendo: "Madonna não entregou essa quantidade de preenchimento sem graça em um disco desde sua estreia, e talvez nem mesmo naquela época. [...] Há poucas confissões aqui: nada político, nada excessivamente espiritual, nenhuma conversa sobre fama, guerra ou mídia. É apenas o que os Estados Unidos consomem". Wilfred Young, da revista britânica NME, sentiu que Hard Candy seria "um álbum sólido o suficiente para o padrão da maioria das vagabundas do pop, mas para a senhora da inovação? Bem medíocre". De forma similar à Young, Thiago Ney, jornalista da Folha de S. Paulo, considera: "Em Hard Candy, o que menos vemos ou ouvimos é ... Madonna. [...] é um disco não de Madonna, mas de produtor: [...] Timbaland ressuscitou Nelly Furtado e Justin Timberlake; Danja colocou um pouco de ordem no caos de Britney Spears; e Pharrell, bem, é só ouvir o que ele fez em "I'm a Slave 4 U" (2001). Mas Madonna não precisa ser ressuscitada e essa parece ser a real intenção deste disco". Bruno Porto, da mesma publicação, considerou as letras do disco "fracas, como sempre. A maioria mescla feminismo de botequim com pitadas de hedonismo". Apesar disso, escreve, que "Hard Candy garante sobrevida ao mito, que segue nota dez em marketing e cinco em música".
Para a editora do Los Angeles Times, Ann Powers, "as 12 faixas do álbum se desenrolam como uma batalha entre as equipes de produção rivais Neptunes, Timbaland e Timberlake, que estabeleceram suas marcas (em parte) atualizando o estilo de Madonna para se adequar a Britney Spears e Nelly Furtado, e agora têm um dia de campo tentando truques semelhantes na fonte". Kerri Mason, da revista Billboard, elogiou a nova sonoridade e a nova direção musical feita por Madonna, mas sentiu que ela havia se tornado uma marionete nas mãos de seus produtores, levando-a a comentar: "Madonna faz produtores, produtores não fazem Madonna". Mark Savage, da BBC, negativou a produção, analisando: "Se um algumas dessas músicas tivessem sido entregues a produtores com um toque a mais de sofisticação, Hard Candy poderia ter ficado ao lado dos melhores [discos] de Madonna. [...] Repetidamente, ela submete suas sensibilidades pop a um arsenal de batidas barulhentas, raps gritados e produção exageradamente elaborada". Stephen Thomas Erlewine, do banco de dados Allmusic, deu para o registro duas estrelas e meia numa escala que vai até cinco e analisou: "Há uma sensação palpável de desinteresse [em Hard Candy], como se ela [Madonna] tivesse entregado o comando à Pharrell e TimbaLake, confiando a eles a tarefa de polir esse pedaço de doce duro. Talvez ela simplesmente não esteja mais interessada em música, talvez ela só queira terminar esse álbum para sair logo da Warner e seguir para os pastos mais verdes da Live Nation — de qualquer forma —, Hard Candy é uma coisa rara: um álbum de Madonna sem vida".

## Singles

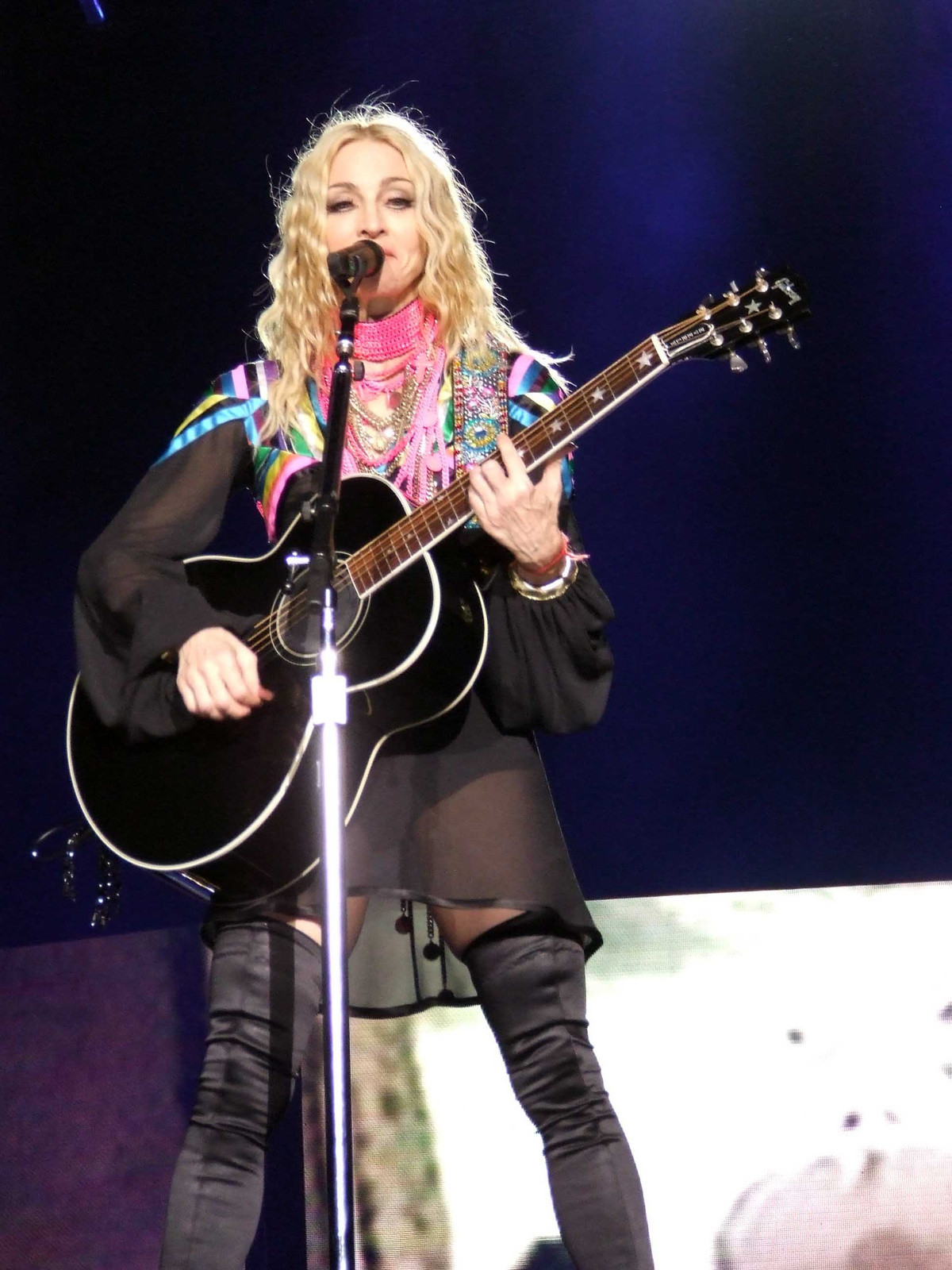
Madonna cantando "Miles Away" na Sticky & Sweet Tour.

O primeiro single de Hard Candy, "4 Minutes", foi lançado em 17 de março de 2008. Foi aclamado pela crítica especializada por sua batida cativante, pela química entre Madonna e Timberlake e por sua mensagem positiva. Depois de seu lançamento, atingiu a liderança das paradas musicais em 21 países, como a Alemanha, a Austrália, a Bélgica, o Canadá, a Noruega e o Reino Unido. No último citado, tornou-se a décima terceira obra de Madonna no cume da UK Singles Chart, um recorde entre qualquer artista feminina. Nos Estados Unidos, atingiu a terceira colocação na tabela musical Billboard Hot 100, a posição mais alta de Madonna desde "Music" (2000). Tornou-se o trigésimo sétimo lançamento dela a classificar-se entre as dez primeiras posições na tabela. Seu vídeo musical retratou a cantora e Timberlake fugindo de uma tela gigante que devora tudo em sua volta. No fim do vídeo, eles são consumidos pela tela. Recebeu uma nomeação na categoria Melhor Vocal Pop Colaborativo, durante a 51ª cerimônia dos Grammy Awards.
Após escolher entre "Candy Shop" e "She's Not Me", Madonna lança "Give It 2 Me" como o segundo foco de promoção de Hard Candy em 24 de junho de 2008. Conta com a participação especial de Pharrell Williams. Recebeu críticas positivas por sua natureza leve e dançante. Teve um desempenho moderado nas tabelas musicais, conseguindo listar-se entre as dez canções na Alemanha, na Áustria, na Bélgica, no Canadá e na Finlândia. Nos Estados Unidos, atingiu a quinquagésima sétima posição na Billboard Hot 100, mas foi um sucesso em boates, atingindo a liderança na parada segmentada Hot Dance Club Play. Seu vídeo musical acompanhante foi dirigido por Tom Munro e foi feito durante uma sessão de fotos de Madonna para a revista Elle. Tal como a canção, a filmagem recebeu críticas positivas, em que alguns dos críticos elogiaram seu estilo em sépia. Em 2009, recebeu uma nomeação na categoria Melhor Gravação Dance, na 51ª edição do Grammy Awards.
Lançada em 17 de outubro de 2008, "Miles Away" foi promovido como o terceiro single do disco. Recebeu críticas geralmente positivas, com alguns dos críticos dizendo que a canção era similar à "What Goes Around... Comes Around", lançada por Timberlake em 2006. Atingiu um desempenho similar à sua antecessora, conseguindo listar-se entre as trinta melhores posições na Alemanha, na Austrália, na Áustria, no Canadá, na Itália e na Suécia, e entre as quarenta músicas mais executadas na Bélgica, nos Países Baixos e no Reino Unido. Não entrou na Billboard Hot 100, mas atingiu o topo da Hot Dance Club Play. Nessa tabela, se tornou a sétima música número um consecutiva de Madonna, tornando ela a artista com maior quantidade de singles no posto. Foi lançado em 2009 a gravação audiovisual acompanhante à faixa. Nele, são mostrados os bastidores e os shows da turnê Sticky & Sweet Tour.

## Promoção
Hard Candy foi lançado pela Warner Bros. Records em 25 de abril de 2008, em vários países europeus, incluindo Alemanha, Irlanda, Áustria e Países Baixos. Foi lançado três dias depois no Reino Unido , Brasil e no resto da Europa, e em 29 de abril nos Estados Unidos, México e Canadá. Para promover a obra, uma grande quantidade de anúncios na imprensa foram colocados em revistas, jornais e até mesmo em espaços públicos ao redor do mundo. Madonna realizou uma extensa coletiva de imprensa entre abril e maio como forma de divulgação. Um grande número de itens de merchandising relacionados a doces e guloseimas também foram produzidos. Lojas de música distribuíram sacolas de doces e pirulitos como lembranças aos compradores do disco. Camisetas, litografias, pôsteres também foram produzidos com o nome do projeto. Entre os dias 21 e 27 de abril do mesmo ano, as canções "Candy Shop", "Give It 2 Me", "Heartbeat", "Miles Away", "She's Not Me" e "Devil Wouldn't Recognize You" foram disponibilizadas para download em celulares. Além disso, o álbum e o vídeo musical de "4 Minutes" foram distribuídos nos celulares Samsung F400 na França, antes do álbum ter sido comercializado na região. Em outras nações, a Warner Music International e a Vodafone assinaram um acordo que disponibilizava as canções em outras formas de conteúdo móvel, apenas para clientes da marca. Um acordo similar foi feito pela Warner em conjunto com a Sony Ericsson, que disponibilizou o álbum completo, antes de seu lançamento oficial, em 27 países. O disco também foi disponibilizado no MySpace quatro dias antes de seu lançamento em território estadunidense.
Além disso, o episódio final da segunda temporada da série Ugly Betty, chamado Jump, contou apenas com músicas de Madonna. Foram tocadas "Candy Shop", "Miles Away", "She's Not Me", "Spanish Lesson" e a, canção da cantora, que leva o mesmo nome do capítulo. "Miles Away" foi usado no programa de drama japonês Change. Madonna também concedeu uma longa entrevista para a MTV, especificamente para o programa Unwrapped, em um cenário que simulava uma loja de doces. No final de abril, a cantora conversou com a equipe da rádio nova-iorquina Z100. Em 1 de maio, sentou-se no sofá da 106 & Park, nos estúdios da CBS, para conversar com os apresentadores da atração. No mesmo dia, realizou uma coletiva de imprensa de mais de quatro horas no Dylan's Candy Bar, em Nova Iorque, em um ambiente estilo loja de doces. Lá, foram realizadas entrevistas para o Entertainment Tonight e o Fuse, nos EUA, e para o programa Big Weekend, da BBC Radio 1, no Reino Unido.

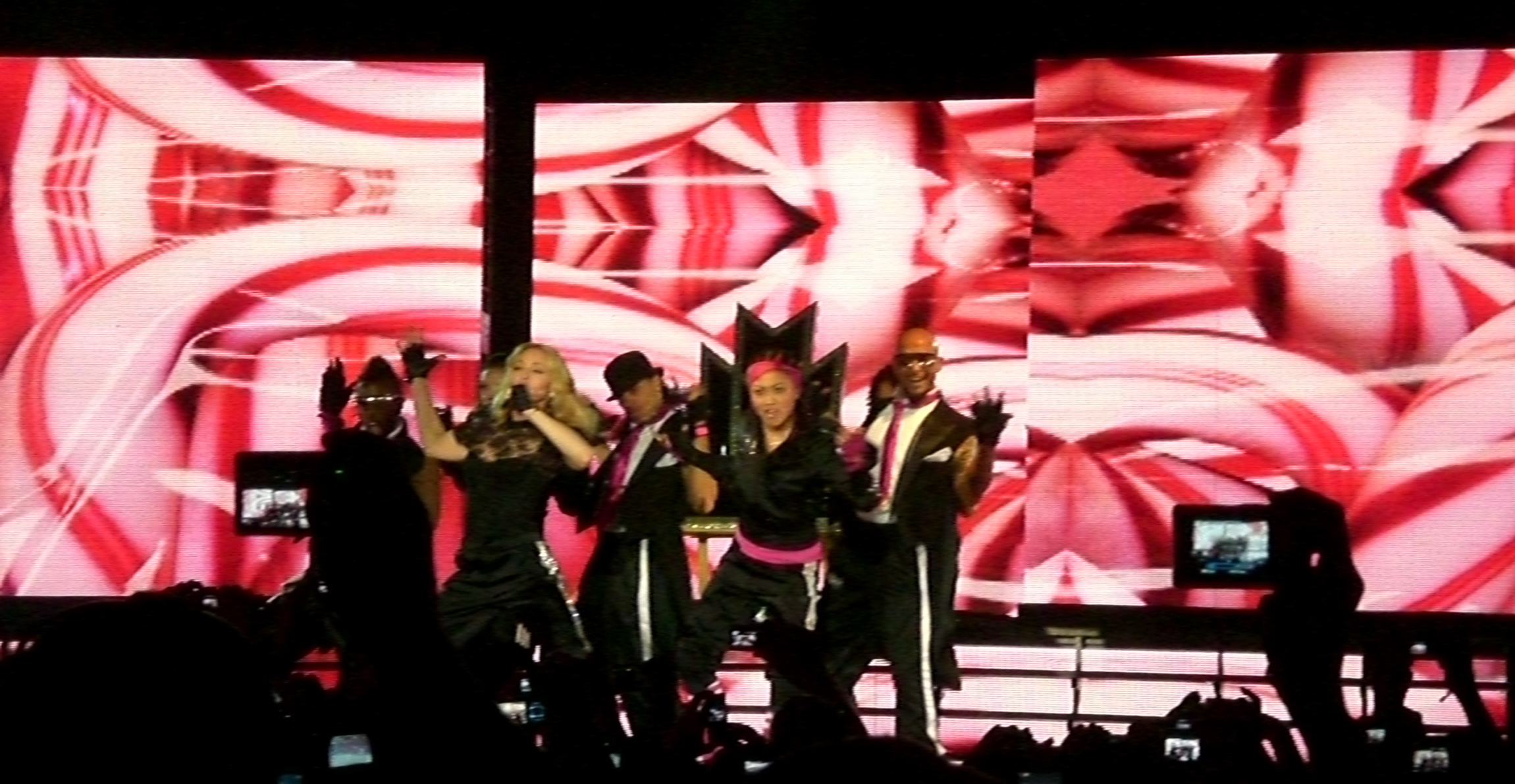
Madonna apresentando "Candy Shop" na turnê promocional Hard Candy Promo Tour.

Depois do lançamento de Hard Candy, Madonna se apresentou nas cidades de Nova Iorque, Paris e Maidstone com a turnê promocional Hard Candy Promo Tour, entre os dias 30 de abril, 6 e 10 de maio de 2008 e cuja duração era de cerca de 40 minutos. Ela tocou as faixas "Candy Shop", "Miles Away", "4 Minutes", "Hung Up", "Give It 2 Me" e "Music". Foi seu primeiro empreendimento com a Live Nation, com conteúdo de mídia fornecido por Frank the Plumber LLC. Em uma entrevista para a rede britânica BBC, Madonna declarou: "Obviamente, quero tocar material novo porque estou muito entusiasmada. Acho que é isso que as pessoas vêm ouvir, mas também quero tocar algumas das minhas músicas mais antigas. Escolhi "Hung Up" porque foi o maior sucesso do meu último disco, e escolhi "Music" porque é um hino, e faz as pessoas se juntarem".
As apresentações contou com um palco expansível com cinco plataformas exibindo a capa do disco. Vestindo um terno preto colado ao corpo e um top de renda, Madonna apareceu no palco sentada em um trono com uma bengala dourada, enquanto a música "Candy Shop" tocava ao fundo. Telas nas laterais do palco exibiam imagens de todos os tipos de doces. A cantora, junto com seus seis dançarinos de apoio, executaram movimentos coreografados. Em seguida, ela pegava um violão, tomava um gole de uma taça de champanhe e começava a cantar "Miles Away", enquanto imagens de aviões decolando e pousando em aeroportos e ao redor do mundo eram exibidas nas telas. A apresentação de "4 Minutes" contou com um relógio de contagem regressiva. Madonna então reservou um momento para agradecer a seus colaboradores, incluindo Timberlake, Timbaland e Kanye West. "Eu me sinto a garota mais sortuda do mundo!" ela exclamou, antes de dedicar a próxima música, "Hung Up", a todos os seus fãs. Para esta apresentação, a canção foi remixada com elementos de "(I Can't Get No) Satisfaction", do grupo Rolling Stone, com a cantora tocando uma guitarra durante a performance. A próxima música foi "Give it 2 Me", onde raios verdes e rosas foram projetados na plateia. O show terminou com uma versão de "Music" (2000). Durante esta apresentação, dançarinos emergiram das portas prateadas de um trem de metrô falso, enquanto a intérprete dançava ao redor do palco tocando as mãos de vários membros da plateia e, finalmente, ela concluiu o concerto desaparecendo do cenário junto com seus dançarinos pela porta do trem.
Chris Harris, da MTV, analisou a apresentação feita no Roseland Ballroom em Nova Iorque, comentando que "seria um evento adequado para o Madison Square Garden e que esses fãs — muitos dos quais tiveram que chamar uma babá à noite — nunca irão esquecer esse show tão cedo". Ben Sisaro, do jornal The New York Times, avaliou que "para os fãs de Madonna, [o show de Nova Iorque] provou que vê-la de graça, em um local com capacidade para 2.200 pessoas — minúsculo para seus próprios padrões — fez valer a pena esperar. E esperar por um longo tempo". Silvio Pietrolungo, da Billboard, opinou que "o público certamente foi dedicado". Em parceria com o Control Room e a Live Nation, o MSN transmitiu em 15 de maio, para todo o mundo, o concerto feito no Roseland Ballroom em 30 de abril. A apresentação realizada na cidade de Maidstone gerou alguns problemas para os organizadores, devido ao uso constante de linguagem chula por Madonna. Isso fez com que a BBC recebesse reclamações do público quando o show foi ao ar na BBC Radio 1.

### Sticky & Sweet Tour

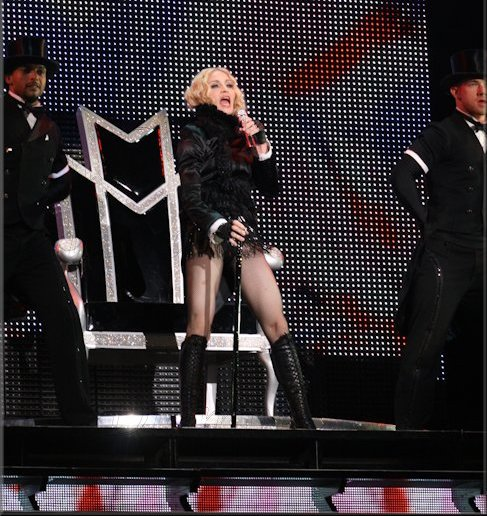
Madonna cantando a música "Candy Shop" durante a Sticky & Sweet Tour, 2008.

Anunciada pela Billboard em maio de 2008, a turnê Sticky & Sweet Tour foi a oitava feita por Madonna, sendo sua sétima a nível mundial. Assim como na maioria das digressões anteriores da cantora, esta também não visitou a Austrália; dessa vez, devido a problemas causados pela recessão financeira daquele ano. Os figurinos foram desenhados por Arianne Phillips, Stella McCartney, Yves Saint Laurent, Roberto Cavalli e foram patrocinados pela casa de modas francesa Givenchy. O cenário do espetáculo foi planejado semelhantemente com o da turnê anterior, a Confessions Tour. A Sticky & Sweet Tour se iniciou em agosto de 2008 e, após ter sido concluída em dezembro do mesmo ano, Madonna anunciou que a expandiria em uma segunda fase pela Europa no ano seguinte. Ela disse que iria priorizar cidades que nunca tinha se apresentado ou que não se apresentava por um bom tempo.
Descrita como uma "uma jornada dançante e movida a rock", a Sticky & Sweet Tour foi divida nos segmentos Pimp, onde o tema proeminente era o sadomasoquismo, Old School, onde eram interpretadas músicas antigas de Madonna com exposições do falecido artista Keith Haring, Gypsy, uma fusão de música folclórica da Romênia misturada com dança, e Rave, onde eram apresentadas faixas que apresentavam influências orientais. No final dos concertos, a artista apresentava uma canção escolhida pelo público; as mais pedidas foram "Express Yourself" e "Open Your Heart". No ano seguinte, foram feitas pequenas mudanças em alguns números e, a partir de 25 de junho de 2009, ela começou a realizar uma homenagem à Michael Jackson, que faleceu naquele dia, cantando uma canção de seu repertório. Os shows receberam críticas positivas dos críticos especializados.
A Sticky & Sweet Tour quebrou diversos recordes em termos comerciais. Após a primeira etapa, tornou-se a turnê de maior bilheteria por um artista solo, arrecadando 208 milhões de dólares e quebrando o recorde que era da própria Madonna com sua turnê anterior, Confessions Tour. Ao todo, a cantora se apresentou para 3.5 milhões de pessoas e arrecadou 407 milhões de dólares; com isso, converteu-se na sétima digressão com maior arrecadação de todos os tempos e a maior entre qualquer artista solo até então. Venceu os prêmios Maior Turnê e Top Draw nos Billboard Touring Awards de 2009. Adicionalmente, Guy Oseary — empresário de Madonna — venceu o prêmio de Maior Empresário.

## Créditos
Lista-se abaixo os profissionais envolvidos na elaboração de Hard Candy, de acordo com o encarte do álbum:
| - Madonna: vocal principal, escrita, produção executiva - Justin Timberlake: vocal participante, vocal de apoio, escrita, produção executiva: - Timbaland: vocal participante, escrita, produção executiva, drums, baixo - Kanye West: vocal participante (raps) - Nate "Danja" Hills: produção, vocais - Mark "Spike" Stent: gravação de áudio, mixagem de áudio - Andrew Coleman: mixagem de áudio - Anthony Asher: engenharia - Marcella "Ms. Lago" Araica: gravação - Demacio "Demo" Castellon: gravação, programação, mixagem de áudio - Julian Vasquez: assistência de engenharia - Vadim Chislov: assistência de engenharia - Graham Acher: assistência de engenharia | - Fareed Salamar: assistência de engenharia - Joseph Castellon: sênior de engenharia - Wendy Melvoin: guitarra acústica - Monte Pittman: guitarra acústica e baixo de guitarra - Hannon Lane: teclados - DJ Remo: coceira de áudio - Ron Taylor: ProTools - Stevie Blacke: cordas - Chris Gehringer: masterização de áudio - Steven Klein: fotografia principal - Giovanni Blanco: direção de arte / designer gráfico - Guy Oseary: gerência |

## Lista de faixas
As faixas estão listadas de acordo com o acompanhante encarte do disco.
| Edição padrão  |                                                                 |                                              |                                                            |         |  |
| N.º            | Título                                                          | Compositor(es)                               | Produtor(es)                                               | Duração |  |
| 1.             | "Candy Shop"                                                    | Pharrell Williams Madonna                    | The Neptunes Madonna [A]                                   | 4:16    |  |
| 2.             | "4 Minutes" (com participação de Timbaland e Justin Timberlake) | Madonna Timothy Mosley Timberlake Nate Hills | Timbaland Timberlake Danja                                 | 4:04    |  |
| 3.             | "Give It 2 Me" (com participação de Pharrell Williams)          | Williams Madonna                             | The Neptunes Madonna [A]                                   | 4:48    |  |
| 4.             | "Heartbeat"                                                     | Williams Madonna                             | The Neptunes Madonna [A]                                   | 4:04    |  |
| 5.             | "Miles Away"                                                    | Madonna Mosley Timberlake Hills              | Timabaland Timberlake Hills                                | 4:49    |  |
| 6.             | "She's Not Me"                                                  | Williams Madonna                             | The Neptunes Madonna [A]                                   | 6:05    |  |
| 7.             | "Incredible"                                                    | Williams Madonna                             | The Neptunes Madonna [A]                                   | 6:20    |  |
| 8.             | "Beat Goes On" (com participação de Kanye West)                 | Williams Madonna West                        | The Neptunes Madonna [A]                                   | 4:27    |  |
| 9.             | "Dance 2night" (com participação de Justin Timberlake)          | Madonna Mosley Timberlake Hannon Lane        | Timbaland Timberlake Lane [A] Demacio "Demo" Castellon [B] | 5:03    |  |
| 10.            | "Spanish Lesson"                                                | Williams Madonna                             | The Neptunes Madonna [A]                                   | 3:38    |  |
| 11.            | "Devil Wouldn't Recognize You"                                  | Madonna Mosley Timberlake Hills Joe Henry    | Timbaland Timberlake Danja                                 | 5:09    |  |
| 12.            | "Voices"                                                        | Madonna Mosley Timberlake Hills Lane         | Timbaland Timberlake Danja Lane [A]                        | 3:40    |  |
| Duração total: | Duração total:                                                  | Duração total:                               | Duração total:                                             | 56:13   |  |

| Hard Candy – Faixa bônus disponível na edição em pré-venda nos iTunes Store e da edição japonesa |                |                  |                          |         |  |
| N.º                                                                                              | Título         | Compositor(es)   | Produtor(es)             | Duração |  |
| 13.                                                                                              | "Ring My Bell" | Williams Madonna | The Neptunes Madonna [A] | 3:54    |  |
| Duração total:                                                                                   | Duração total: | Duração total:   | Duração total:           | 60:07   |  |

| Hard Candy – Faixas bônus da edição deluxe disponibilizada nos iTunes Store |                                                                                             |                                 |                                               |         |  |
| N.º                                                                         | Título                                                                                      | Compositor(es)                  | Produtor(es)                                  | Duração |  |
| 13.                                                                         | "4 Minutes" (com participação de Timbaland e Justin Timberlake) (Peter Saves New York Edit) | Madonna Mosley Timberlake Hills | Timbaland Timberlake Danja Peter Rauhofer [C] | 5:00    |  |
| 14.                                                                         | "4 Minutes" (com participação de Timbaland e Justin Timberlake) (Junkie XL Remix Edit)      | Madonna Mosley Timberlake Hills | Timbaland Timberlake Danja Junkie XL [C]      | 4:38    |  |
| 15.                                                                         | "Give It 2 Me" (com participação de Pharrell Williams) (Paul Oakenfold Edit)                | Williams Madonna                | The Neptunes Madonna [A] Paul Oakenfold [C]   | 4:59    |  |
| 16.                                                                         | "Ring My Bell"                                                                              | Williams Madonna                | The Neptunes Madonna [A]                      | 3:54    |  |
| Duração total:                                                              | Duração total:                                                                              | Duração total:                  | Duração total:                                | 74:44   |  |

| Hard Candy – Faixas bônus do box Candy Box |                                                                                          |                                 |                                             |         |  |
| N.º                                        | Título                                                                                   | Compositor(es)                  | Produtor(es)                                | Duração |  |
| 13.                                        | "4 Minutes" (com participação de Timbaland e Justin Timberlake) (Tracy Young House Edit) | Madonna Mosley Timberlake Hills | Timbaland Timberlake Danja, Tracy Houng [C] | 3:33    |  |
| 14.                                        | "4 Minutes" (com participação de Timbaland e Justin Timberlake) (Rebirth Remix Edit)     | Madonna Mosley Timberlake Hills | Timbaland Timberlake Danja Castellon [C]    | 3:42    |  |
| Duração total:                             | Duração total:                                                                           | Duração total:                  | Duração total:                              | 63:28   |  |

| Hard Candy – Faixas bônus da edição em vinil |                                                                                        |                                              |         |  |
| N.º                                          | Título                                                                                 | Compositor(es)                               | Duração |  |
| 13.                                          | "4 Minutes" (com participação de Timbaland e Justin Timberlake) (Tracy Mixshow)        | Madonna Mosley Timberlake Hills              | 6:19    |  |
| 14.                                          | "4 Minutes" (com participação de Timbaland e Justin Timberlake) (Peter Saves New York) | Madonna Mosley Timberlake Hills Rauhofer [C] | 10:52   |  |
| Duração total:                               | Duração total:                                                                         | Duração total:                               | 73:24   |  |

Notas
A  - denota co-produtores
B  - denota produtores
C  - denota remixadores

## Desempenho comercial

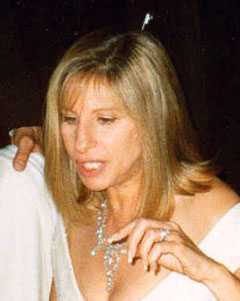
Com Hard Candy, Madonna conquistou seu sétimo álbum número um na Billboard 200, tornando-se a segunda artista feminina com mais lançamentos nessa posição da parada, atrás apenas de Barbra Streisand (foto).

Nos Estados Unidos, Hard Candy registrou vendas de 280 mil cópias em sua primeira semana, de acordo com a Nielsen SoundScan, das quais 100 mil foram compradas apenas em seu primeiro dia de lançamento. Consequentemente, estreou no topo da Billboard 200, tornando-se o sétimo projeto de Madonna e, o quarto consecutivo, a atingir a liderança da tabela, fazendo dela a segunda artista feminina a ter mais discos no posto, apenas atrás de Barbara Streisand. Em 4 de junho de 2008, foi certificado como ouro pela Recording Industry Association of America (RIAA) após serem registradas vendas superiores a 500 mil cópias no país. Em território canadense, Hard Candy debutou na liderança da Canadian Albums Chart, sendo posteriormente classificado como platina após serem compradas cerca de 80 mil réplicas na região. Na América Latina, nomeadamente na Argentina, o disco atingiu a liderança da tabela de álbuns compilada pela Cámara Argentina de Productores de Fonogramas y Videogramas. Já no México, alcançou o número três e recebeu duas certificações de ouro pela Asociación Mexicana de Productores de Fonogramas y Videogramas por comercializar 80 mil unidades. No Brasil, por sua vez, foi noticido pelo Jornal do Brasil que o projeto era líder em vendas no país. Contudo, na parada monitorada pela revista Sucesso – publicada pela Billboard –, Hard Candy chegou até o quarto lugar, na edição datada em 3 de junho de 2008.
Na Oceania, Hard Candy tornou-se o sétimo registro de Madonna a liderar a tabela de álbuns australiana ARIA Charts. Este desempenho resultou na certificação de platina emitida pela Australian Recording Industry Association reconhecendo setenta mil vendas na região. Foi um pouco menos bem-sucedido na Nova Zelândia, onde sua posição máxima foi o quinto lugar. No continente asiático, nomeadamente no Japão, o projeto debutou na primeira colocação da tabela Oricon, com vendas registradas em 55 mil e 462 cópias em sua primeira semana. Posteriormente, o país classificou-o como platina, depois de serem exportadas cerca de 80 mil réplicas na nação. Com isso, Hard Candy tornou-se o primeiro registro de Madonna a liderar a parada desse território em dezoito anos, desde a trilha sonora I'm Breathless (1990). Ela também se tornou a primeira artista a ter discos que atingiram o topo em três décadas consecutivas.
Com Hard Candy estreando no topo da britânica UK Albums Chart, Madonna converteu-se no terceiro artista com mais álbuns nessa posição da tabela, apenas atrás de Elvis Presley (com onze lançamentos) e o grupo The Beatles (com quinze lançamentos). Mais tarde, foi certificado como ouro pela British Phonographic Industry (BPI) após vender 100 mil cópias no país. De acordo com a The Official Charts Company, mais de 335 mil e 523 unidades do disco já foram adquiridas na região até setembro de 2009. Na Irlanda, estreou na colocação máxima da Irish Recorded Music Association, sendo posteriormente certificado como platina pela mesma emissora, por exceder 15 mil réplicas consumidas no país. Na Alemanha, também estreou na liderança da GfK Entertainment Charts, e permaneceu na tabela por quarenta semanas. Mais tarde, a Bundesverband Musikindustrie (BVMI) certificou-o como platina depois de serem vendidos 250 mil exemplares em território alemão. Este desempenho positivo fez Hard Candy saltar da 14ª para a primeira colocação da tabela que compila os álbuns mais vendidos na Europa, a European Top 100 Albums, e foi certificado como platina após serem compradas mais de 1 milhão de cópias em todo o continente. Mundialmente, o disco debutou na liderança de cerca de 37 nações, posicionando-se na 11ª colocação entre os mais vendidos em 2008, e atualmente registra cerca de 4 milhões de exemplares comercializados.
| País — Tabela musical (2008)           | Posição de pico |
| -------------------------------------- | --------------- |
| Alemanha (GfK Entertainment Charts)    | 1               |
| Argentina (CAPIF)                      | 1               |
| Austrália (ARIA Charts)                | 1               |
| Áustria (Ö3 Austria Top 40)            | 1               |
| Bélgica (Ultratop 50 de Flandres)      | 2               |
| Bélgica (Ultratop 40 de Valônia)       | 2               |
| Brasil (Sucesso)                       | 4               |
| Canadá (Canadian Albums Chart)         | 1               |
| Dinamarca (Hitlisten)                  | 1               |
| Escócia (OCC)                          | 1               |
| Espanha (PROMUSICAE)                   | 1               |
| Estados Unidos (Billboard 200)         | 1               |
| Europa (European Top 100 Albums)       | 1               |
| Finlândia (IFPI Finlândia)             | 1               |
| França (SNEP)                          | 1               |
| Grécia (IFPI Grécia)                   | 1               |
| Hungria (MAHASZ)                       | 2               |
| Irlanda (IRMA)                         | 1               |
| Itália (FIMI)                          | 1               |
| Japão (Oricon)                         | 1               |
| México (AMPROFON)                      | 3               |
| Noruega (VG-lista)                     | 2               |
| Nova Zelândia (Recorded Music NZ)      | 5               |
| Países Baixos (MegaCharts)             | 1               |
| Polônia (ZPAV)                         | 1               |
| Portugal (AFP)                         | 1               |
| Reino Unido (UK Albums Chart)          | 1               |
| República Checa (IFPI Česká Republika) | 1               |
| Suécia (Sverigetopplistan)             | 1               |
| Suíça (Schweizer Hitparade)            | 1               |

| País — Tabela musical (2008)        | Posição |
| ----------------------------------- | ------- |
| Alemanha (GfK Entertainment Charts) | 14      |
| Austrália (ARIA Albums Charts)      | 47      |
| Áustria (Ö3 Austria Top 40)         | 16      |
| Bélgica (Ultratop de Flanders)      | 25      |
| Bélgica (Ultratop de Valônia)       | 21      |
| Canadá (Canadian Albums Chart)      | 9       |
| Espanha (PROMUSICAE)                | 30      |
| Estados Unidos (Billboard 200)      | 53      |
| Grécia (IFPI Grécia)                | 12      |
| Hungria (MAHASZ)                    | 5       |
| Japão (Oricon Albums Chart)         | 42      |
| México (AMPROFON)                   | 6       |
| Mundo (IFPI)                        | 11      |
| Países Baixos (Hitlisten)           | 16      |
| Países Baixos (MegaCharts)          | 16      |
| Reino Unido (UK Albums Chart)       | 36      |
| Suécia (Sverigetopplistan)          | 14      |
| Suíça (Schweizer Hitparade)         | 8       |

| Região | Certificação | Vendas     |
| --- | ------------ | ---------- |
| Alemanha (BVMI) | Platina      | 200 000^   |
| Argentina (CAPIF) | Platina      | 40 000^    |
| Austrália (ARIA) | Platina      | 70,000^    |
| Áustria (IFPI Áustria) | Platina      | 20 000*    |
| Canadá (Music Canada) | Platina      | 100 000^   |
| Chile (IFPI Chile) | Ouro         | 7,500^     |
| Dinamarca (IFPI Dinamarca) | Platina      | 30 000^    |
| Eslováquia (IFPI Slovakia) | 3× Platina   | 60 000     |
| Espanha (PROMUSICAE) | Ouro         | 40 000^    |
| Estados Unidos (RIAA) | Ouro         | 751 000    |
| Finlândia (Musiikkituottajat) | Ouro         | 22 011     |
| França (SNEP) | Platina      | 240 000    |
| Grécia (IFPI Grécia) | Platina      | 15 000^    |
| Hungria (MAHASZ) | Platina      | 6 000^     |
| Irlanda (IRMA) | Platina      | 15 000^    |
| Japão (RIAJ) | Platina      | 252 520    |
| México (AMPROFON) | Platina      | 80 000^    |
| Países Baixos (NVPI) | Platina      | 60 000^    |
| Polônia (ZPAV) | Platina      | 20 000*    |
| Portugal (AFP) | Platina      | 20 000^    |
| Reino Unido (BPI) | Platina      | 335 523    |
| República Checa (IFPI ČR) | 2× Platina   | —          |
| Rússia (2M) | 4× Platina   | 80 000*    |
| Suécia (GLF) | Ouro         | 20 000^    |
| Suíça (IFPI Suíça) | Platina      | 30 000^    |
| Turquia (MÜ-YAP) | Ouro         | 5 000^     |
| Resumos |              |            |
| Europa (IFPI) | Platina      | 1 000 000* |
| Mundo | —            | 4 000 000  |
| *números de vendas baseados somente na certificação ^distribuições baseadas apenas na certificação ‡vendas+valores de streaming baseados somente na certificação |              |            |

## Histórico de lançamento
| País           | Data                | Formato                  | Gravadora            |
| -------------- | ------------------- | ------------------------ | -------------------- |
| México         | 19 de abril de 2008 | CD, download digital     | Warner Bros. Records |
| Alemanha       | 25 de abril de 2008 | CD, download digital     | Warner Bros. Records |
| Reino Unido    | 2 de maio de 2008   | CD, download digital     | Warner Bros. Records |
| Reino Unido    | 12 de maio de 2008  | Vinil                    | Warner Bros. Records |
| Reino Unido    | 19 de maio de 2008  | Caixa Candy Box          | Warner Bros. Records |
| Estados Unidos | 29 de abril de 2008 | CD, download digital, LP | Warner Bros. Records |
| Estados Unidos | 10 de junho de 2008 | Caixa Candy Box          | Warner Bros. Records |